# Blackburnium acutipenne
Blackburnium acutipenne là một loài bọ cánh cứng trong họ Geotrupidae. Loài này được Howden miêu tả khoa học năm 1979.